# Hossein Noori Hamedani
Hossein Noori-Hamedani (persan : آيت الله العظمى حسين نورى همدانى), né le 21 mars 1925 est un religieux iranien, grand ayatollah du chiisme duodécimain.

## Biographie
Hosein Nuri-Hamadani est né à Hamadan, en Iran. Après avoir terminé ses études primaires à Hamadan, à l'âge de 17 ans, il déménage à Qom, en Iran, pour poursuivre ses études religieuses. Il étudie dans les séminaires d'Allameh Tabatabai et du Hossein Tabatabai Borujerdi. Il réside et enseigne actuellement au séminaire de Qom.

## Vues et activités
Parmi ses opinions rapportées, l'Iran "doit purger les universités de professeurs anti-islamiques et athées". En septembre 2006, il a appelé à une répression des groupes de derviches à Qom. Il a également émis une fatwa contre la présence de femmes dans les stades. Début 2008, il a émis ce que certains considèrent comme une menace de mort implicite contre l'intellectuel iranien Abdolkarim Soroush, affirmant que "les écrits de Soroush sont pires que ceux de Salman Rushdie " et "les théories religieuses d'Abdolkarim Soroush ont sapé les racines de la prophétie, le Coran et la sainte révélations ". 
Dans le cadre de la ratification par le législateur iranien d'un projet de loi sur l'adhésion de l'Iran à la Convention des Nations Unies sur l'élimination de toutes les formes de discrimination à l'égard des femmes (CEDAW), l'ISNA a rapporté que Nuri-Hamadani avait publié une déclaration le 2 août 2003 décrivant la convention comme "calamiteuse et tragique, ainsi qu'un stratagème occidental et américain pour nuire à l'islam". Selon lui, lorsque la convention a été portée à Qom, toutes les autorités religieuses s'y sont opposées comme contraires à l'islam.

## Voir également
- Marja
- Chiisme duodécimain
- Chiisme